# 보베츠

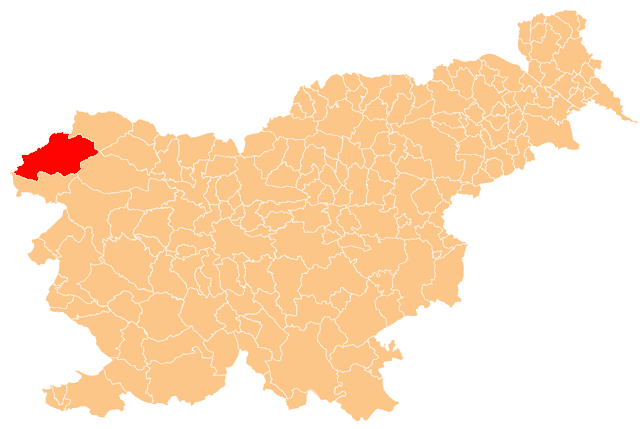
보베츠의 위치

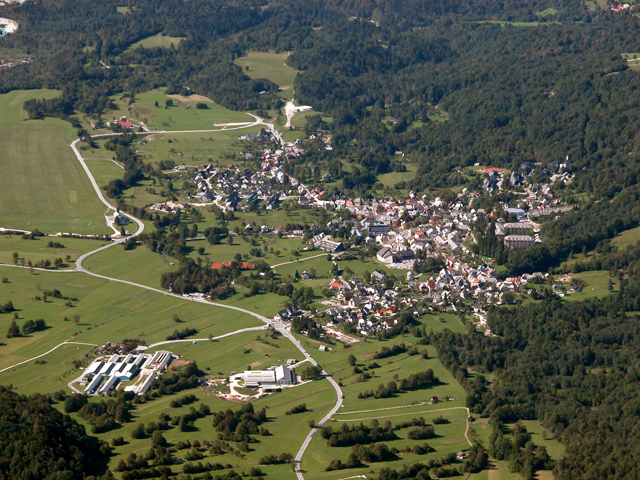
하늘에서 내려다 본 보베츠

보베츠(슬로베니아어: Bovec, 이탈리아어: Plezzo 플레초[*], 독일어: Flitsch 플리치[*], 프리울리어: Plèz)는 슬로베니아 북서부에 위치한 도시로 면적은 367.3km2, 인구는 3,213명(2011년 기준), 높이는 434m, 인구 밀도는 8.75명/km2이다. 전통적으로는 프리모르스카 지역에 속하며 율리안알프스산맥 기슭과 접한다. 류블랴나(슬로베니아의 수도)에서 136km 정도 떨어진 곳에 위치한다.